# Воронова, Елизавета Петровна
Елизавета Петровна Воронова (урождённая Суворова; ум. 1881) — русская писательница-романистка, издательница и переводчица

.
Об её детстве и отрочестве информации практически не сохранилось, да и прочие биографические сведения о ней очень скудны и отрывочны; известно лишь, что Елизавета Воронова родилась около 1825 года. В 1876—1877 гг. издавала в Москве ежемесячный «Журнал иностранных переводных романов», а в 1877—1881 гг., вместе с мужем М. Н. Вороновым, журнал «Изумруд», также специализировавшийся на переводах.
Отдельно из её собственных произведений были изданы: «Рассказы» (Санкт-Петербург, 1860 и М., 1863); «Роман моей матери» (СПб., 1865); «Оригинальные рассказы и очерки» (М., 1877). Кроме того, она перевела ряд романов с французского и немецкого языков.
Елизавета Петровна Воронова умерла в городе Москве в 1881 году.